# Sudličkova Lhota
Sudličkova Lhota (německy Lhota Sudlitz) je malá vesnice a část obce Mostek v okrese Ústí nad Orlicí. Nachází se asi jeden kilometr severozápadně od Mostku. Sudličkova Lhota leží v katastrálním území Mostek nad Orlicí o výměře 4,69 km².

## Historie
První písemná zmínka o vesnici pochází z roku 1342, kdy je nazývána Ujčíkovou Lhotou a byla součástí panství Borohrádek. V průběhu 14. století byla nazývána také Lhotou Tasovcovou, snad podle svého někdejšího majitele. V 16. století ves patřila vladyckému rodu Sudličků z Borovnice, po nichž nyní nese název. Získali ji mezi lety 1519–1522 odkoupením od bratrů Václava a Bohuše Okrouhlických z Kněnic na Postolově u Chocně. Sudličkové opakovaně působili jako vrchnostenští úředníci na nedalekém Brandýse nad Orlicí. V historické paměti zůstal zejména Václav Sudlička z Borovnice (zemřel před 2. červencem 1629), brandýský úředník v době Jana Diviše ze Žerotína a Karla staršího ze Žerotína. V roce 1624 byl Václav Sudlička v Brandýse přítomen sňatku Jana Amose Komenského s Annou Cyrillovou, jeho rodina se hlásila k jednotě bratrské, ale sám Václav v následujících letech konvertoval ke katolictví a protože se neangažoval v době stavovského povstání, byl v držení statku ponechán. Po jeho smrti vlastnila Lhotku až do své smrti Václavova dcera Hedvika († 1649).
V roce 1654 koupil Sudličkovu Lhotu ke svému brandýskému panství Jan Fridrich z Trautmansdorfu na Litomyšli. Ves ztratila charakter samostatného statku a zanikla i zdejší tvrz, která se v pozdějších pramenech již nepřipomíná. Stávala v areálu zemědělského dvora v severní části vsi.